# 백산학회
백산학회(白山學會)는 한국의 북방관계사 연구와 출판을 위해 1964년 설립된 대한민국의 학술 단체이다. 한민족을 중심으로 한반도에서 만주에 이르는 지역에서 진행된 역사를 연구한다. 간행물로 《백산학보》가 있으며, 2000년 이후부터는 연 3회씩 발행하고 있다. 출판사로 백산자료원을 운영한다.